# Amerikanske finansministre
USA's finansminister (engelsk: United States Secretary of the Treasury) er et amerikansk føderalt embede i USA's regering, som blev oprettet 17. september 1789 med Alexander Hamilton som første minister. Finansministeren er øverste leder af det amerikanske finansministerium, og arbejder med finans- og pengepolitik, samt indtil 2003 enkelte sager indenfor national sikkerhed og forsvar. Størstedelen af ministeriets tjenester indenfor lovhåndhævelse, såsom ATF, toldtjenesten og United States Secret Service blev omstruktureret til andre ministerier i 2003 i forbindelse med oprettelsen af Home land Security.
Ministeren fungerer som præsidentens ledende økonomiske rådgiver, og giver råd med hensyn til økonomisk udvikling både indenlands og internationalt. Finansministeren repræsenterer også USA i internationale fora, såsom i den Internationale Valutafond, den interamerikanske bank, den asiatiske udviklingsbank og EBRD. Indenlands har finansministeren blandt andet til opgave at signere Federal Reserve Notes før de kan blive gyldigt betalingsmiddel, og har siden 1965 været styremedlem i Medicare Trust Funds. Siden Bill Clinton-æraen har finansministeren også haft en plads i det nationale sikkerhedsråd.
Stillingen nomineres af USA's præsident og udnævnes efter godkendelse fra Senatet. Sammen med de fleste andre ministre i præsidentens kabinet bliver finansministeren oftest erstattet i den efterfølgende præsidents administration, da præsidenten vælger sit kabinetsmedlemmer efter hvordan de har støttet hans mål og politik. Finansministeren er også den femte i arvefølgen til præsident lige efter udenrigsministeren. Hvis ikke en midlertidig finansminister leder ministeriet eller finansministeren ikke er en almindelig amerikansk statsborger, kan han af denne vej potentielt komme til at overtage embedet som præsident. Dette er dog historisk set aldrig sket og regnes for totalt usandsynligt.
Historisk har de fleste finansministre haft en baggrund indenfor retsvidenskab og advokat-erhvervet samt i nyere tid også indenfor privat næringsliv med hverv fra den offentlige finanssektor. Det findes også eksempler på ministre som har arbejdet sig op i graderne ved finansministeriet som alt fra praktiserende advokater og samfundsøkonomer til senatorer, guvernører og højesteretsdommere.

## Liste over USA's finansministre
Liste over USA's finansministre er en kronologisk oversigt over USA's finansministre fra og med Alexander Hamilton, som begyndte i embedet i 1789 til den nuværende finansminister. 
Listen viser finansministerenes delstatsoprindelse, periode i regering og tilhørende præsidenter. Nummereringen viser hvilket nummer i rækken personen var som finansminister; der skelnes ikke mellem om ministrene sad i en eller to perioder.
| Nr. | Portræt                    | Navn                       | Delstatsoprindelse | Periode            | Periode            | Præsident                                          |
| --- | -------------------------- | -------------------------- | ------------------ | ------------------ | ------------------ | -------------------------------------------------- |
| 1   | Alexander Hamilton         | Alexander Hamilton         | New York           | 11. september 1789 | 31. januar 1795    | George Washington                                  |
| 2   | Oliver Wolcott jr.         | Oliver Wolcott jr.         | Connecticut        | 3. februar 1795    | 31. december 1800  | George Washington, John Adams                      |
| 3   | Samuel Dexter              | Samuel Dexter              | Massachusetts      | 1. januar 1801     | 13. maj 1801       | John Adams, Thomas Jefferson                       |
| 4   | Albert Gallatin            | Albert Gallatin            | Pennsylvania       | 14. maj 1801       | 8. februar 1814    | Thomas Jefferson, James Madison                    |
| 5   | George W. Campbell         | George Washington Campbell | Tennessee          | 9. februar 1814    | 5. oktober 1814    | James Madison                                      |
| 6   | Alexander J. Dallas        | Alexander James Dallas     | Pennsylvania       | 6. oktober 1814    | 21. oktober 1816   | James Madison                                      |
| 7   | William H. Crawford        | William Harris Crawford    | Georgia            | 22. oktober 1816   | 6. marts 1825      | James Madison, James Monroe                        |
| 8   | Richard Rush               | Richard Rush               | Pennsylvania       | 7. marts 1825      | 5. marts 1829      | John Quincy Adams                                  |
| 9   | Samuel D. Ingham           | Samuel Delucenna Ingham    | Pennsylvania       | 6. marts 1829      | 20. juni 1831      | Andrew Jackson                                     |
| 10  | Louis McLane               | Louis McLane               | Delaware           | 8. august 1831     | 28. maj 1833       | Andrew Jackson                                     |
| 11  | William John Duane         | William John Duane         | Pennsylvania       | 29. maj 1833       | 22. september 1833 | Andrew Jackson                                     |
| 12  | Roger Brooke Taney         | Roger Brooke Taney         | Maryland           | 23. september 1833 | 25. juni 1834      | Andrew Jackson                                     |
| 13  | Levi Woodbury              | Levi Woodbury              | New Hampshire      | 1. juli 1834       | 3. marts 1841      | Andrew Jackson, Martin Van Buren                   |
| 14  | Thomas Ewing sr.           | Thomas Ewing sr.           | Ohio               | 4. marts 1841      | 11. september 1841 | William Henry Harrison, John Tyler                 |
| 15  | Walter Forward             | Walter Forward             | Pennsylvania       | 13. september 1841 | 1. marts 1843      | John Tyler                                         |
| 16  | John Canfield Spencer      | John Canfield Spencer      | New York           | 8. marts 1843      | 2. maj 1844        | John Tyler                                         |
| 17  | George Mortimer Bibb       | George Mortimer Bibb       | Kentucky           | 4. juli 1844       | 7. marts 1845      | John Tyler                                         |
| 18  | Robert John Walker         | Robert John Walker         | Mississippi        | 8. marts 1845      | 5. marts 1849      | James Knox Polk                                    |
| 19  | William Morris Meredith    | William Morris Meredith    | Pennsylvania       | 8. marts 1849      | 22. juli 1850      | Zachary Taylor                                     |
| 20  | Thomas Corwin              | Thomas Corwin              | Ohio               | 23. juli 1850      | 6. marts 1853      | Millard Fillmore                                   |
| 21  | James Guthrie              | James Guthrie              | Kentucky           | 7. marts 1853      | 6. marts 1857      | Franklin Pierce                                    |
| 22  | Howell Cobb                | Howell Cobb                | Georgia            | 7. marts 1857      | 8. december 1860   | James Buchanan                                     |
| 23  | Philip Francis Thomas      | Philip Francis Thomas      | Maryland           | 12. december 1860  | 14. januar 1861    | James Buchanan                                     |
| 24  | John Adams Dix             | John Adams Dix             | New York           | 15. januar 1861    | 6. marts 1861      | James Buchanan                                     |
| 25  | Salmon Portland Chase      | Salmon Portland Chase      | Ohio               | 7. marts 1861      | 30. juni 1864      | Abraham Lincoln                                    |
| 26  | William Pitt Fessenden     | William Pitt Fessenden     | Maine              | 5. juli 1864       | 3. marts 1865      | Abraham Lincoln                                    |
| 27  | Hugh McCulloch             | Hugh McCulloch             | Indiana            | 9. marts 1865      | 3. marts 1869      | Abraham Lincoln, Andrew Johnson                    |
| 28  | George Sewall Boutwell     | George Sewall Boutwell     | Massachusetts      | 12. marts 1869     | 16. marts 1873     | Ulysses S. Grant                                   |
| 29  | William Adams Richardson   | William Adams Richardson   | Massachusetts      | 17. marts 1873     | 3. juni 1874       | Ulysses S. Grant                                   |
| 30  | Benjamin Helm Bristow      | Benjamin Helm Bristow      | Kentucky           | 4. juni 1874       | 20. juni 1876      | Ulysses S. Grant                                   |
| 31  | Lot Myrick Morrill         | Lot Myrick Morrill         | Maine              | 7. juli 1876       | 9. marts 1877      | Ulysses S. Grant, Rutherford B. Hayes              |
| 32  | John Sherman               | John Sherman               | Ohio               | 10. marts 1877     | 3. marts 1881      | Rutherford B. Hayes                                |
| 33  | William Windom             | William Windom             | Minnesota          | 8. marts 1881      | 13. november 1881  | James A. Garfield, Chester A. Arthur               |
| 34  | Charles James Folger       | Charles James Folger       | New York           | 4. november 1881   | 4. september 1884  | Chester A. Arthur                                  |
| 35  | Walter Quintin Gresham     | Walter Quintin Gresham     | Indiana            | 5. september 1884  | 30. oktober 1884   | Chester A. Arthur                                  |
| 36  | Hugh McCulloch             | Hugh McCulloch             | Indiana            | 31. oktober 1884   | 7. marts 1885      | Chester A. Arthur, Grover Cleveland                |
| 37  | Daniel Manning             | Daniel Manning             | New York           | 8. marts 1885      | 31. marts 1887     | Grover Cleveland                                   |
| 38  | Charles Stebbins Fairchild | Charles Stebbins Fairchild | New York           | 1. april 1887      | 6. marts 1889      | Grover Cleveland                                   |
| 39  | William Windom             | William Windom             | Minnesota          | 7. marts 1889      | 29. januar 1891    | Benjamin Harrison                                  |
| 40  | Charles William Foster jr. | Charles William Foster jr. | Ohio               | 25. februar 1891   | 6. marts 1893      | Benjamin Harrison, Grover Cleveland                |
| 41  | John Griffin Carlisle      | John Griffin Carlisle      | Kentucky           | 7. marts 1893      | 5. marts 1897      | Grover Cleveland, William McKinley                 |
| 42  | Lyman Judson Gage          | Lyman Judson Gage          | Illinois           | 6. marts 1897      | 31. januar 1902    | William McKinley, Theodore Roosevelt               |
| 43  | Leslie Mortimer Shaw       | Leslie Mortimer Shaw       | Iowa               | 1. februar 1902    | 3. marts 1907      | Theodore Roosevelt                                 |
| 44  | George Bruce Cortelyou     | George Bruce Cortelyou     | New York           | 4. marts 1907      | 7. marts 1909      | Theodore Roosevelt                                 |
| 45  | Franklin MacVeagh          | Franklin MacVeagh          | Illinois           | 8. marts 1909      | 5. marts 1913      | William Howard Taft                                |
| 46  | William Gibbs McAdoo       | William Gibbs McAdoo       | New York           | 6. marts 1913      | 15. december 1918  | Woodrow Wilson                                     |
| 47  | Carter Glass               | Carter Glass               | Virginia           | 16. december 1918  | 1. februar 1920    | Woodrow Wilson                                     |
| 48  | David Franklin Houston     | David Franklin Houston     | Missouri           | 2. februar 1920    | 3. marts 1921      | Woodrow Wilson                                     |
| 49  | Andrew William Mellon      | Andrew William Mellon      | Pennsylvania       | 4. marts 1921      | 12. februar 1932   | Warren G. Harding, Calvin Coolidge, Herbert Hoover |
| 50  | Ogden Livingston Mills jr. | Ogden Livingston Mills jr. | New York           | 13. februar 1932   | 4. marts 1933      | Herbert Hoover                                     |
| 51  | William Hartman Woodin     | William Hartman Woodin     | New York           | 5. marts 1933      | 31. december 1933  | Franklin D. Roosevelt                              |
| 52  | Henry Morgenthau, Jr.      | Henry Morgenthau, Jr.      | New York           | 1. januar 1934     | 22. juli 1945      | Franklin D. Roosevelt, Harry S. Truman             |
| 53  | Frederick Moore Vinson     | Frederick Moore Vinson     | Kentucky           | 23. juli 1945      | 23. juni 1946      | Harry S. Truman                                    |
| 54  | John Wesley Snyder         | John Wesley Snyder         | Missouri           | 25. juni 1946      | 20. januar 1953    | Harry S. Truman                                    |
| 55  | George Magoffin Humphrey   | George Magoffin Humphrey   | Ohio               | 21. januar 1953    | 29. juli 1957      | Dwight D. Eisenhower                               |
| 56  | Robert Bernard Anderson    | Robert Bernard Anderson    | Connecticut        | 29. juli 1957      | 2. januar 1961     | Dwight D. Eisenhower                               |
| 57  | Clarence Douglas Dillon    | Clarence Douglas Dillon    | New Jersey         | 21. januar 1961    | 1. april 1965      | John F. Kennedy, Lyndon Johnson                    |
| 58  | Henry Hammill Fowler       | Henry Hammill Fowler       | Virginia           | 1. april 1965      | 20. december 1968  | Lyndon Johnson                                     |
| 59  | Joseph Walker Barr         | Joseph Walker Barr         | Indiana            | 21. december 1968  | 20. januar 1969    | Lyndon Johnson                                     |
| 60  | David Matthew Kennedy      | David Matthew Kennedy      | Utah               | 22. januar 1969    | 10. februar 1971   | Richard Nixon                                      |
| 61  | John Bowden Connally jr.   | John Bowden Connally jr.   | Texas              | 11. februar 1971   | 12. juni 1972      | Richard Nixon                                      |
| 62  | George Pratt Shultz        | George Pratt Shultz        | Illinois           | 12. juni 1972      | 8. maj 1974        | Richard Nixon                                      |
| 63  | William Edward Simon       | William Edward Simon       | New Jersey         | 8. maj 1974        | 20. januar 1977    | Richard Nixon, Gerald Ford                         |
| 64  | W. Michael Blumenthal      | W. Michael Blumenthal      | Michigan           | 23. januar 1977    | 4. august 1979     | Jimmy Carter                                       |
| 65  | G. William Miller          | G. William Miller          | Texas              | 7. august 1979     | 20. januar 1981    | Jimmy Carter                                       |
| 66  | Donald Thomas Regan        | Donald Thomas Regan        | New Jersey         | 22. januar 1981    | 1. februar 1985    | Ronald Reagan                                      |
| 67  | James Addison Baker III    | James Addison Baker III    | Texas              | 1. februar 1985    | 17. august 1988    | Ronald Reagan                                      |
| 68  | Nicholas Frederick Brady   | Nicholas Frederick Brady   | New Jersey         | 15. september 1988 | 17. januar 1993    | Ronald Reagan, George H. W. Bush                   |
| 69  | Lloyd Millard Bentsen jr.  | Lloyd Millard Bentsen jr.  | Texas              | 20. januar 1993    | 22. december 1994  | Bill Clinton                                       |
| 70  | Robert Rubin               | Robert Rubin               | New York           | 11. januar 1995    | 2. juli 1999       | Bill Clinton                                       |
| 71  | Lawrence Summers           | Lawrence Summers           | Massachusetts      | 2. juli 1999       | 20. januar 2001    | Bill Clinton                                       |
| 72  | Paul Henry O'Neill         | Paul Henry O'Neill         | Pennsylvania       | 20. januar 2001    | 31. december 2002  | George W. Bush                                     |
| 73  | John William Snow          | John William Snow          | Virginia           | 20. februar 2003   | 30. juni 2006      | George W. Bush                                     |
| 74  | Henry Merritt Paulson jr.  | Henry Merritt Paulson jr.  | Illinois           | 10. juli 2006      | 20. januar 2009    | George W. Bush                                     |
| 75  | Timothy Geithner           | Timothy Geithner           | New York           | 26. januar 2009    | 25. januar 2013    | Barack Obama                                       |
| 76  | Jacob Lew                  | Jacob Lew                  | New York           | 28. februar 2013   | 20. januar 2017    | Barack Obama                                       |
| 77  | Steven Mnuchin             | Steven Mnuchin             | Californien        | 13. februar 2017   | 20. januar 2021    | Donald Trump                                       |
| 78  | Janet Yellen               | Janet Yellen               | Californien        | 26. januar 2021    | 20. januar 2025    | Joe Biden                                          |
| 7   | Scott Bessent              | Scott Bessent              | South Carolina     | 28. januar 2025    | nuværende          | Donald Trump                                       |